# Tectaria gaudichaudii
Tectaria gaudichaudii är en ormbunkeart som först beskrevs av Georg Heinrich Mettenius, och fick sitt nu gällande namn av William Ralph Maxon. Tectaria gaudichaudii ingår i släktet Tectaria och familjen Tectariaceae. Inga underarter finns listade.

## Bildgalleri

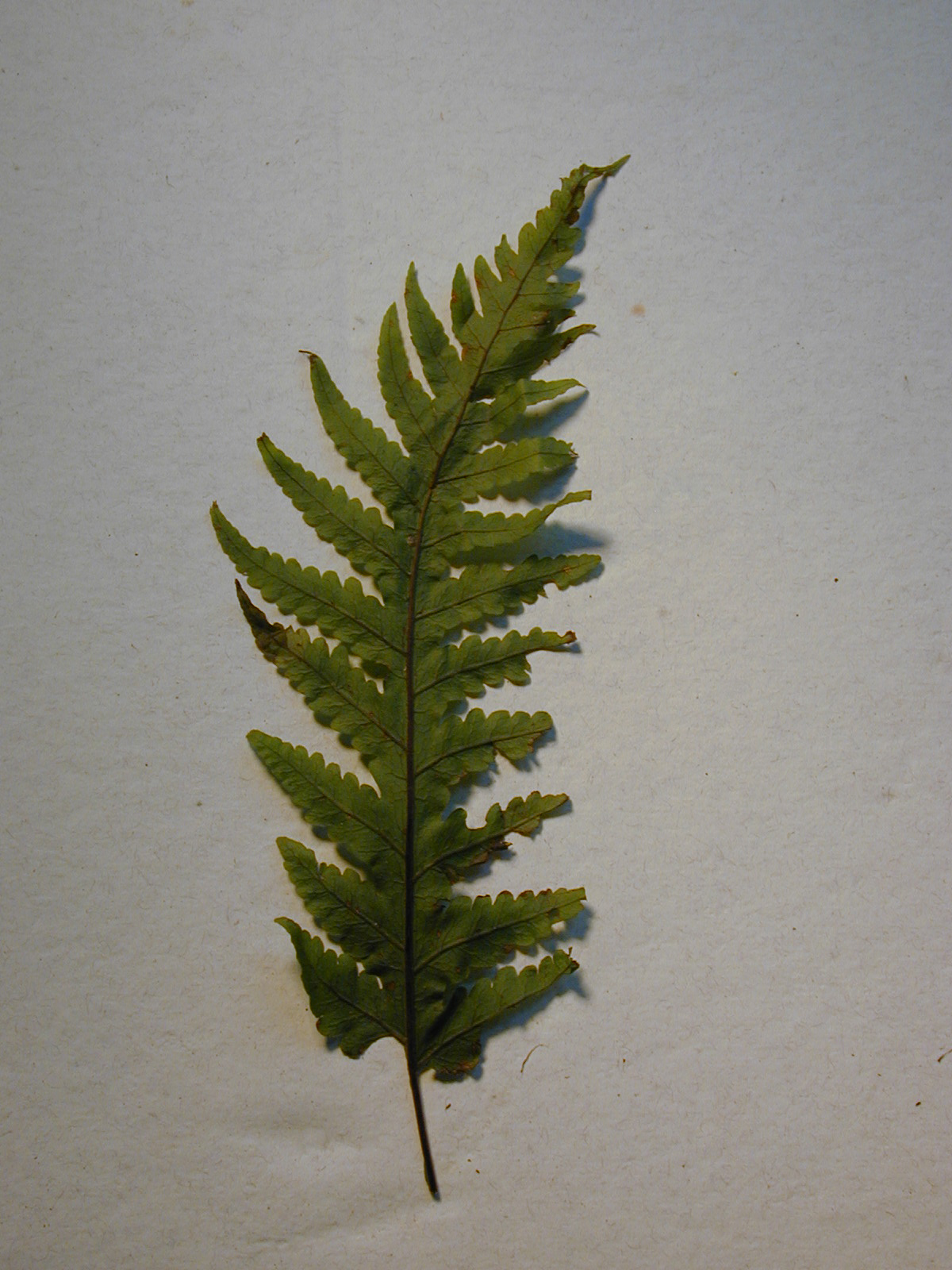
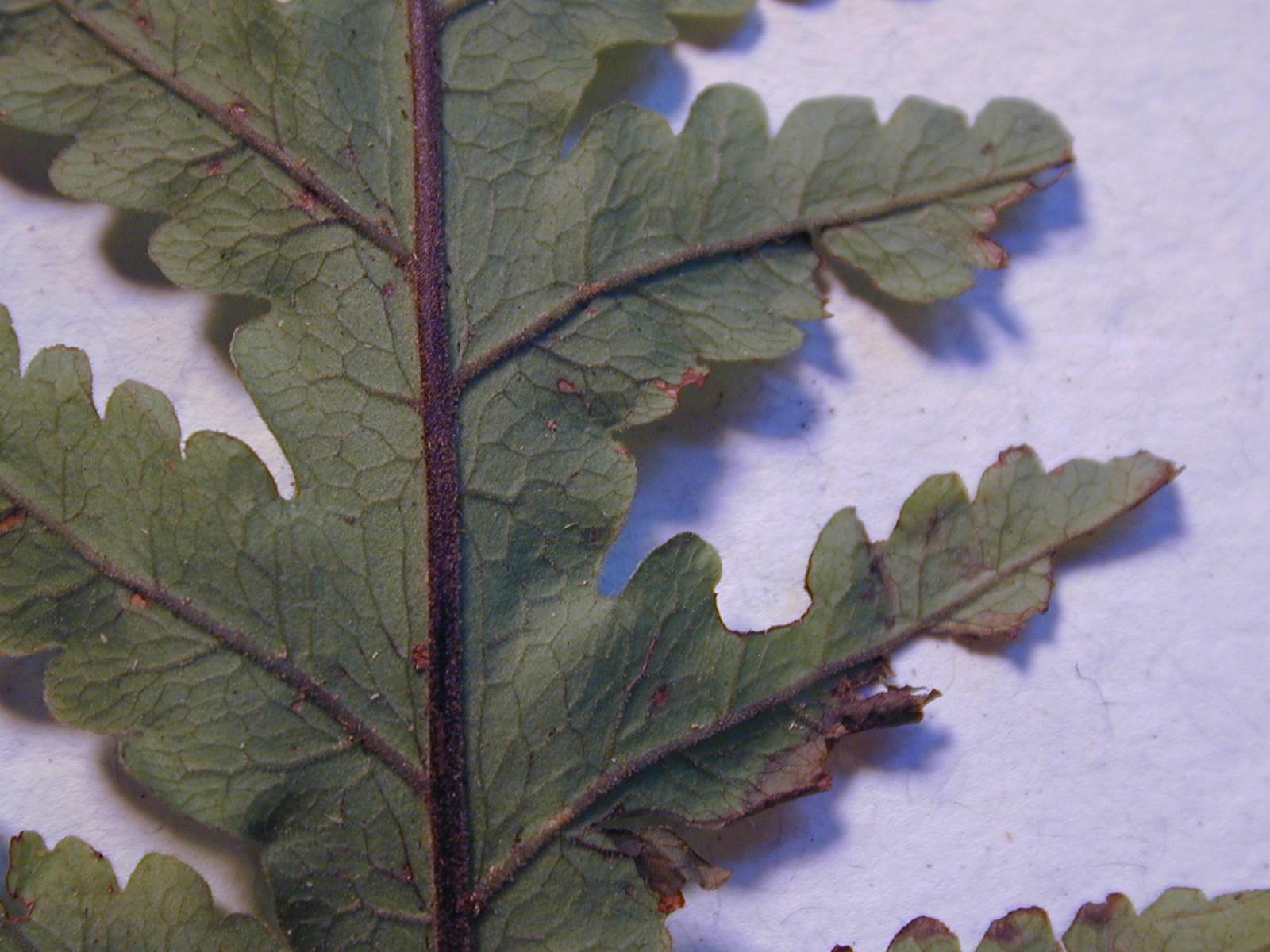
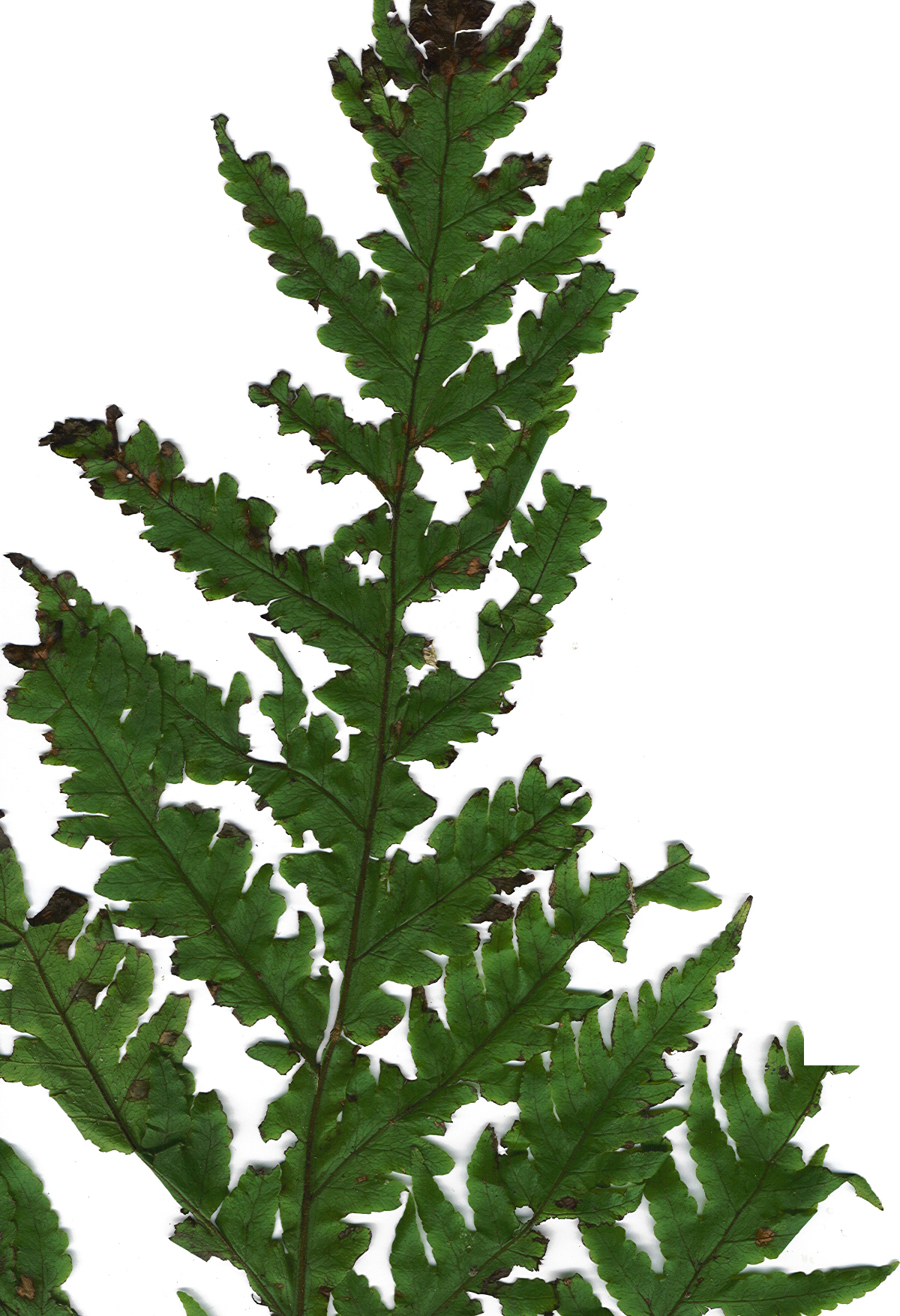
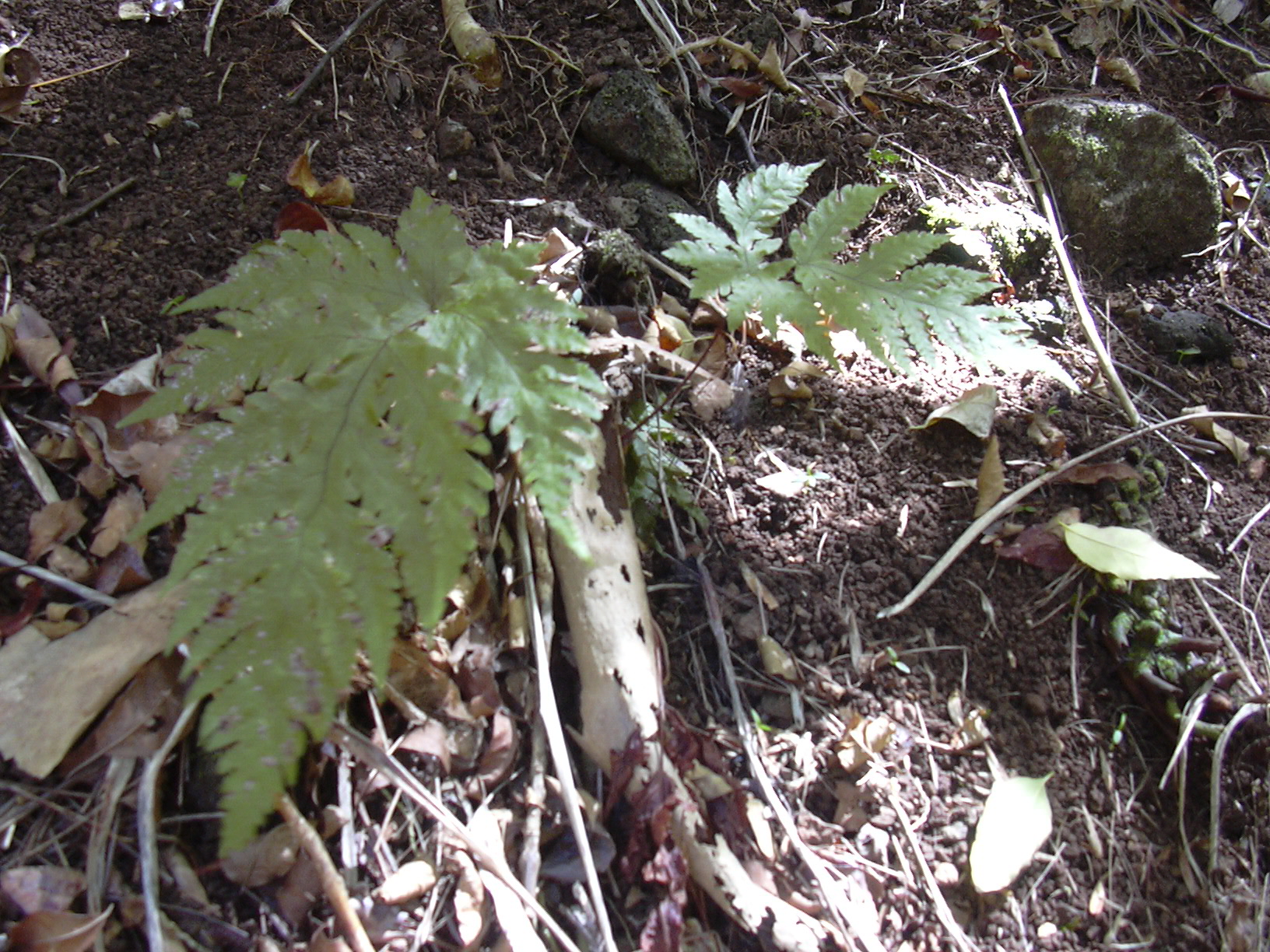
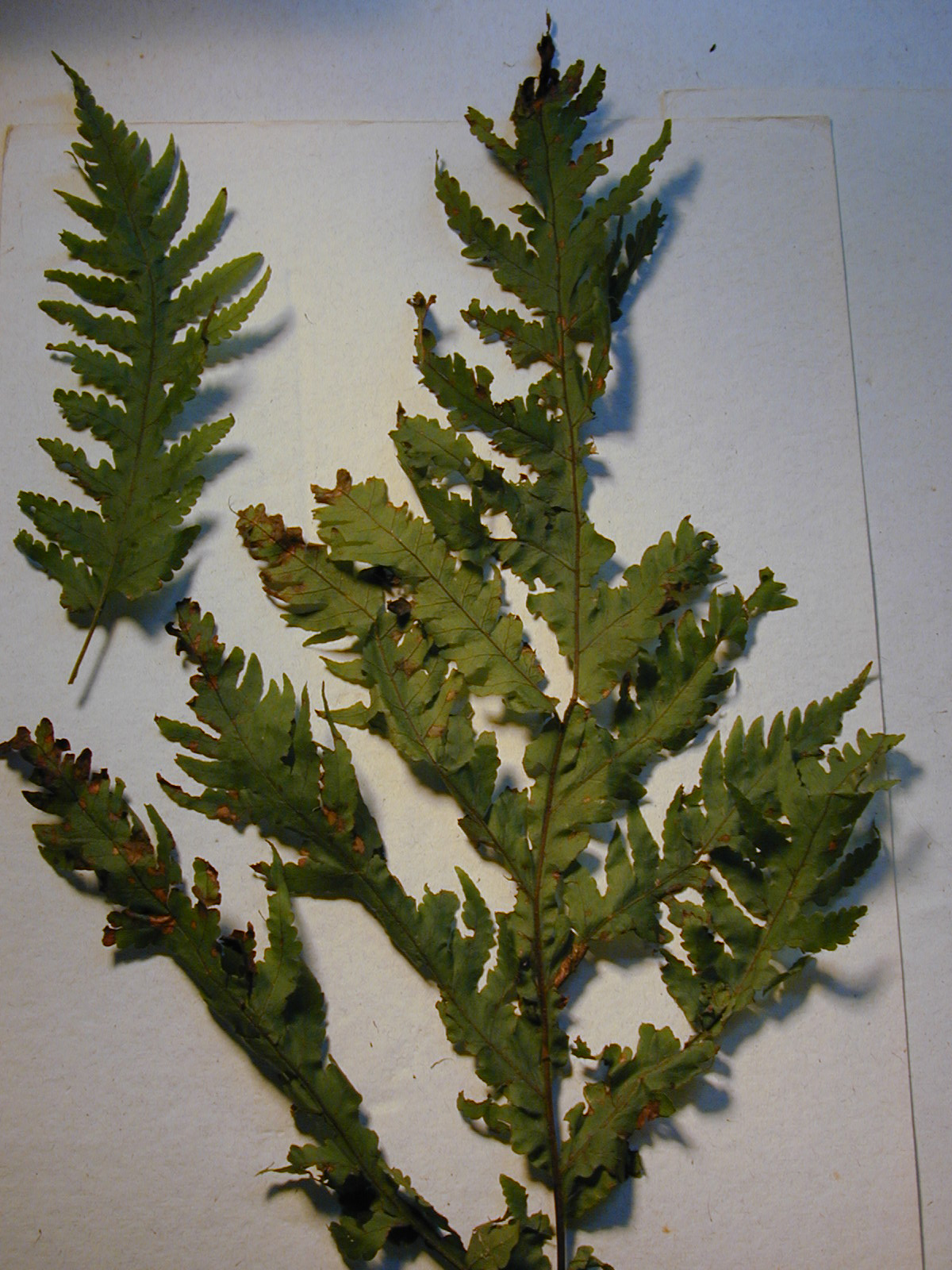
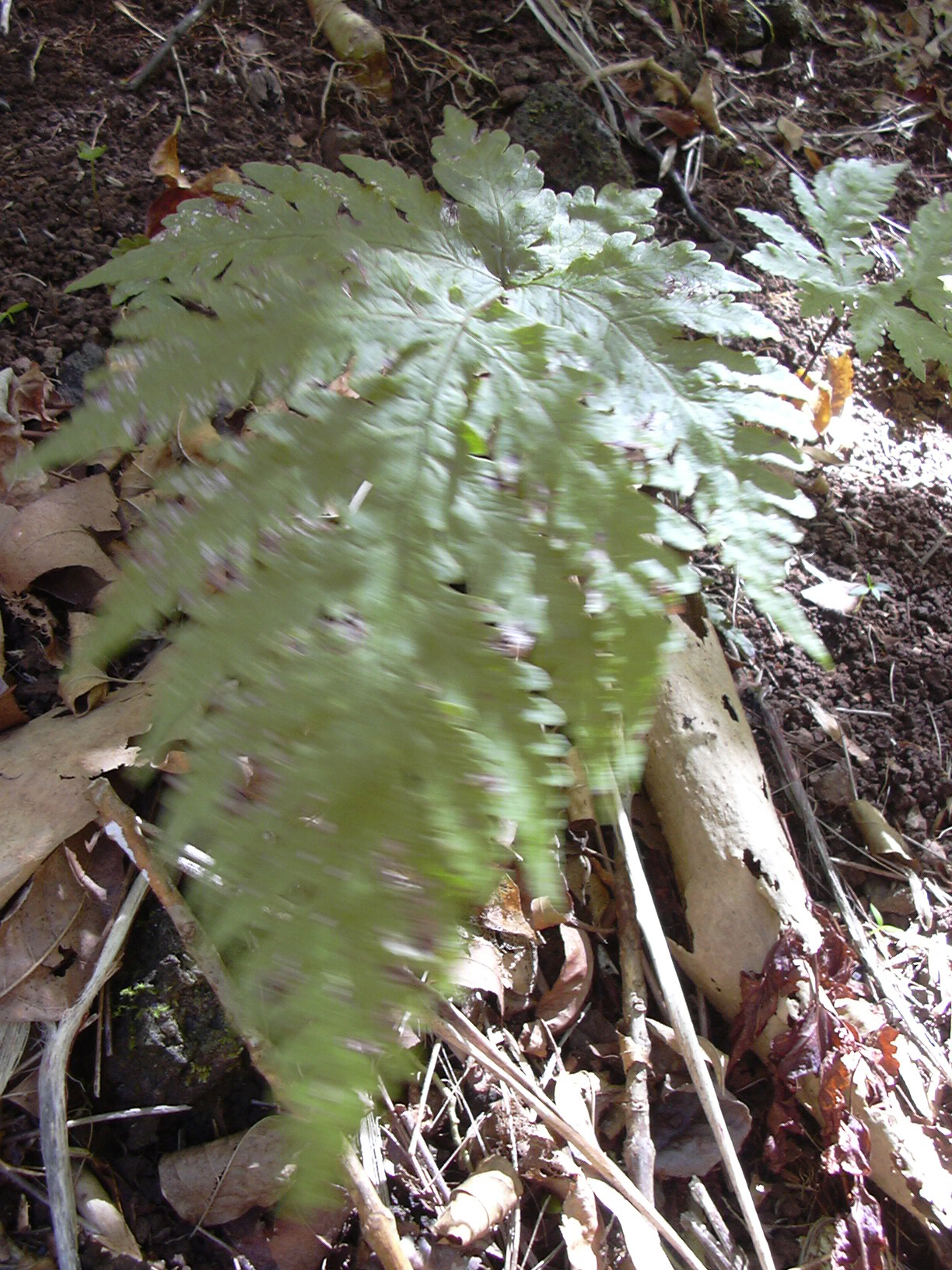